# Triozocera vernalis
Triozocera vernalis är en insektsart som beskrevs av Kifune och Harry Brailovsky 1987. Triozocera vernalis ingår i släktet Triozocera och familjen Corioxenidae. Inga underarter finns listade i Catalogue of Life.